# Vaires-sur-Marne
Vaires-sur-Marne – miejscowość i gmina we Francji, w regionie Île-de-France, w departamencie Sekwana i Marna.
Według danych na rok 1990 gminę zamieszkiwały 11 194 osoby, a gęstość zaludnienia wynosiła 1859 osób/km² (wśród 1287 gmin regionu Île-de-France Vaires-sur-Marne plasuje się na 227. miejscu pod względem liczby ludności, natomiast pod względem powierzchni na miejscu 611.).